# Intrighi al Grand Hotel
Intrighi al Grand Hotel (Hotel) è un film del 1967 diretto da Richard Quine. È basato sull'omonimo bestseller scritto da Arthur Hailey nel 1965.

## Trama
L'Hotel Saint Gregory di New Orleans, uno dei più antichi e prestigiosi della città, rischia di chiudere i battenti e il suo anziano e nostalgico proprietario, Warren Trent, desidererebbe che l'acquirente conservasse il tradizionale stile dell'albergo; all'acquisto sono principalmente interessati un'impresa immobiliare e un onesto uomo d'affari ma anche un individuo privo di scrupoli e con ben altre idee. Mentre il direttore, Peter Mac Dermott, sta valutando la migliore offerta, si innamora di Jeanne Rochefort, una bella ragazza che lavora per uno dei compratori interessati e intanto, all'interno dell'hotel, si alternano le storie di tutti gli altri personaggi, fra i quali c'è il "topo d'albergo" Milne (non a caso soprannominato Keycase).